# Hackathon

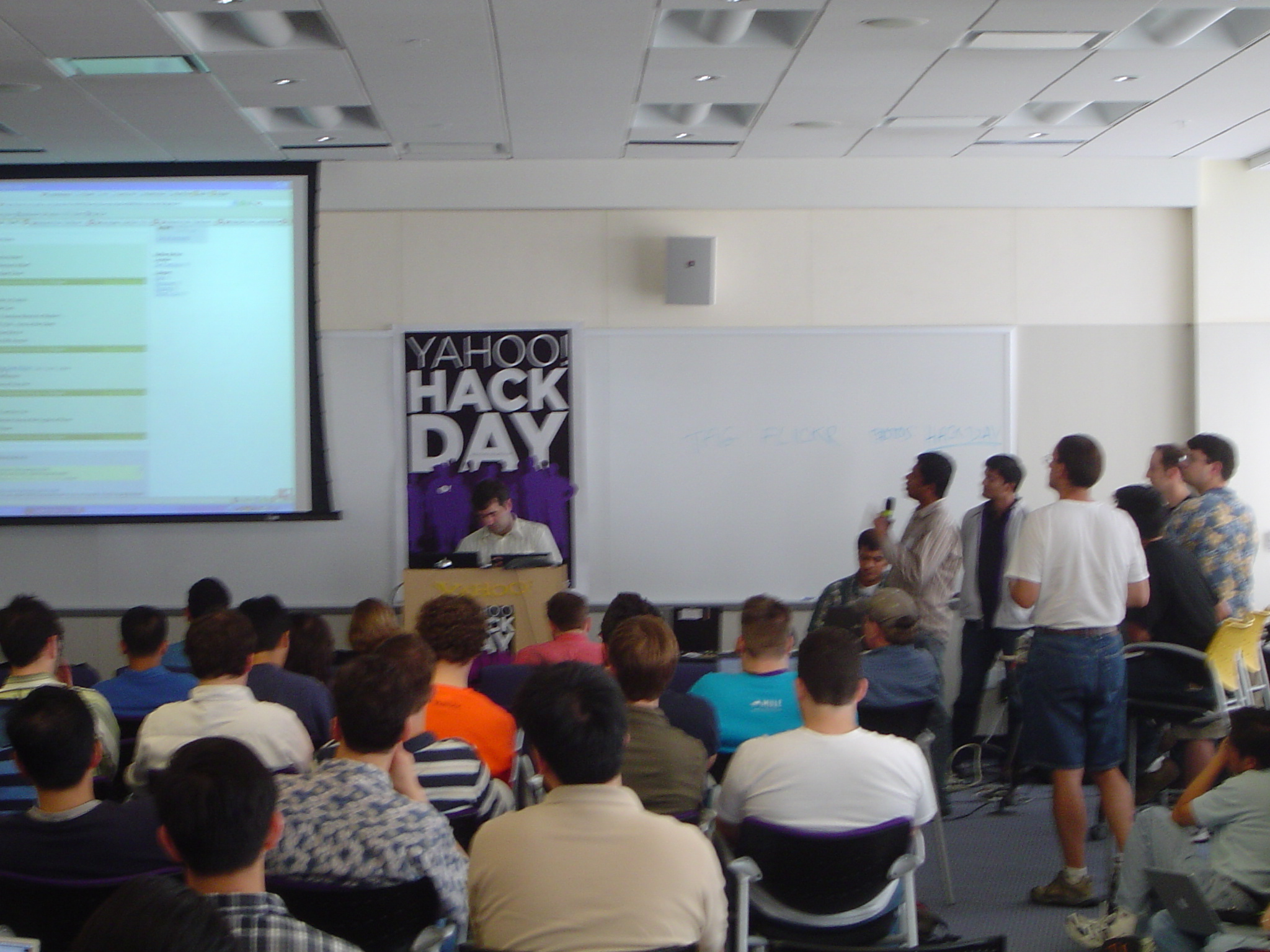
Yahoo! Internal Hack Day Event nella sede di Yahoo (Sunnyvale, California), 6 giugno 2006

Un hackathon è un evento al quale partecipano, a vario titolo, esperti di diversi settori dell'informatica: sviluppatori di software, programmatori e grafici. Generalmente ha una durata variabile tra un giorno e una settimana. Può avere varie finalità lavorative, didattiche, sociali.

## Origini e storia
Il termine nasce dalla crasi di due termini: hack (in informatica violare, attaccare) e marathon (maratona) partendo proprio dal virtuosismo informatico promosso dagli hacker. La parola è "apparsa" nel 1999. Sono due gli appuntamenti che sono passati alla storia come primi hackathon: il termine, infatti, è stato coniato sia dagli sviluppatori del sistema operativo OpenBSD sia dall'ufficio marketing della Sun Mycrosystem per due meeting organizzati a pochi giorni di distanza senza che i promotori avessero alcun contatto.
Il 4 giugno 1999, a Calgary, dieci sviluppatori OpenBSD si sono riuniti per trovare nuove soluzioni che permettessero al sistema operativo di diventare più sicuro e si potesse integrare con sistemi di crittografia. Ancora oggi su molte pagine che fanno riferimento alla storia dell'OpenBSD si "rivendica" la nascita degli hackathon.
Sempre nel 1999, dal 15 al 19 giugno, alla conferenza annuale JavaOne, John Gage ha lanciato la sfida per la creazione di un programma dedicato al Palm V per permettere al nuovo palmare di comunicare con altri device dello stesso tipo attraverso la porta a infrarossi, utilizzando il canale di internet. L'evento è stato battezzato "L'Hackathon".
A partire dagli anni duemila gli hackathon hanno ampliato i loro orizzonti diventando occasioni promosse da società del settore informatico per lo sviluppo rapido di nuovi software e, grazie al loro approccio tipico di risoluzione ai problemi , terreno di ricerca da parte di venture capitalist (traducibile con capitalisti di ventura) di nuovi gruppi di lavoro, startup (nuove e dinamiche aziende) o aree geografiche in cui investire o idee innovative da finanziare.

## La struttura
Tradizionalmente gli hackathon partono con una presentazione del programma e, se esiste, dell'argomento al centro dell'evento. I partecipanti passano alla proposta di idee e alla formazione di squadre in base agli interessi e alle competenze. Le squadre sono formate generalmente da 4-5 persone, di cui almeno un programmatore (per la scrittura del codice di programmazione) e un grafico (per la creazione dei loghi e delle slides di presentazione). Nel caso di tecnologie particolari o poco conosciute è comune prassi mettere a disposizione dei mentori, esperti chiamati ad offrire supporto in quell'ambito specifico.
I partecipanti avranno un tempo di lavoro che coincide con la gran parte della durata dell'evento. Solitamente le ultime ore sono riservate alla presentazione dei progetti, alla loro valutazione e alla dichiarazione dei vincitori. Per meeting di 24 ore o più, specialmente di carattere competitivo, i partecipanti volendo possono consumare i pasti direttamente al tavolo di lavoro, con menu a base di pietanze varie (il servizio di catering si organizza in funzione al posto) e di energy drink, e anche il pernottamento spesso avviene nella stessa location dell'hackathon.
Al termine degli hackathon i partecipanti illustrano i risultati ottenuti (processo che per la sua somiglianza alla presentazione davanti agli investitori di un'idea di startup viene chiamato pitch) e, se previsto, una giuria valuta i lavori premiando i più meritevoli. Spesso per eventi che possiedono un montepremi in denaro, componenti della giuria sono le società che promuovono l'evento o gli sponsor. Nel caso, invece, si tratti di un hackathon stile BarCamp i giurati sono gli altri partecipanti all'evento. Anche sul fronte dei premi si sta ampliando il range. Un hackathon promosso da TechCrunch nell'ambito dei suoi eventi ha offerto al vincitore un assegno da 250.000 dollari, mentre il Dreamforce 2013 hackathon ha fatto vincere al team Upshot 1 milione di dollari.

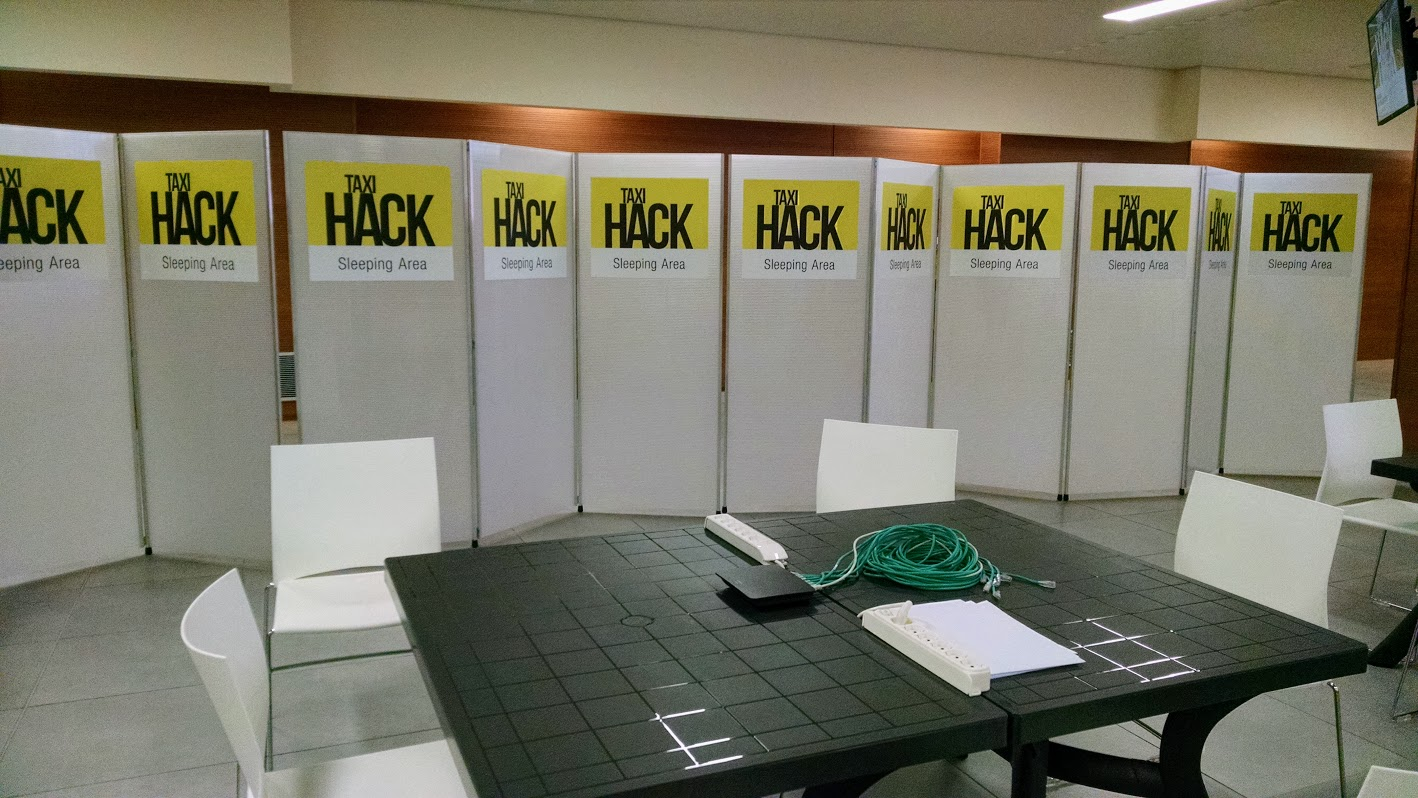
Area pernottamento al TaxiHack Roma, 2015

Gli hackathon, alla fine dei quali vengono realizzati dei prototipi o vengono portate delle migliorìe ai software già esistenti, sono organizzati da aziende informatiche e non (software house, aziende di trasporto, aziende di sicurezza, compagnie assicurative etc) per testare o trovare idee innovative di utilizzo dei loro prodotti o servizi. Queste risorse vengono messe a disposizione dei partecipanti (schede hardware, dispositivi elettronici, servizi cloud etc) ed i premi possono essere offerti in dispositivi mobili o buoni spesa da utilizzare online. I progetti (la modalità di realizzazione, il codice sorgente, la documentazione sugli framework o IDE utilizzati durante l'evento, sulle strategie di mercato e sul possibile impiego delle soluzioni trovate etc) vengono pubblicati su piattaforme open source. Nell'ottica della trasparenza, sono frequenti gli hackathon organizzati dalla pubblica amministrazione (ministeri, amministrazioni locali - comuni, regioni etc, organi legislativi) per l'utilizzo dei dati aperti. In questo senso, la Camera dei deputati, sul modello di Code 4 America ha organizzato nel 2014 Code 4 Italy, il primo hackathon sui dati aperti parlamentari.
Nel tempo, i temi degli hackathon si sono espansi oltre l'ambito prettamente tecnologico: alla cultura, al cibo, alle scienze della terra, alle città intelligenti, sport, medicina, disabilità, asteroidi, meteo etc.
Per colmare il divario di genere, costruire comunità di donne in ambito tecnologico, per incoraggiare le ragazze a scegliere materie di studio scientifiche e carriere in ambito STEM o semplicemente per l'acquisizione di nuove competenze, negli ultimi anni molte aziende, associazioni, istituti e università organizzano hackathon indirizzati alle studentesse di liceo.
Altre volte gli hackathon vengono organizzati nel tentativo di ridurre il divario digitale o per affrontare fenomeni sociali come il bullismo.

## Utilità
Oltre alla vincita dei premi, gli hackathon vengono considerati proficui per i partecipanti in quanto danno loro la possibilità di stare a contatto con le nuove tecnologie, insegnano a lavorare in team, a parlare in pubblico, aiutano a creare una rete di contatti con altri professionisti o aziende, rappresentano esperienze che possono essere aggiunte al curriculum vitae, sono considerate attività divertenti che danno un personale senso di realizzazione. Per gli organizzatori è una modalità di migliorare o di creare nuovo software, di implementare nuove funzionalità, trovare soluzioni avanzate, testare servizi e prodotti. Per i cittadini e le amministrazioni locali significano la creazione di ecosistemi innovativi, nuova manifattura e rivitalizzazione delle città. Per gli sponsor sono un modo di far conoscere il marchio aziendale, pubblicizzare i propri prodotti o servizi attraverso la distribuzione di gadget, avere visibilità come entità che incoraggiano l'innovazione.

## Critiche
Nonostante gli hackathon siano occasioni per i singoli e per le comunità tecnologiche di farsi conoscere e di guadagnare utenze, per le aziende di risolvere problemi in vari ambiti e conoscere direttamente persone altamente specializzate, possono anche essere inconcludenti o controproducenti quando dati socialmente sensibili vengono rilasciati ad un pubblico tecnicamente non esperto che li interpreta in maniera errata. Viene rilevato che gli hackathon, per essere produttivi, devono essere organizzati dietro ad una richiesta specifica (avendo una chiara definizione del problema e partendo da una domanda e non dal dato in sé) o devono trattare in maniere adeguata i dati sensibili. Un'altra critica viene dalla considerazione che i premi messi in palio creano degli incentivi sbagliati per la sostenibilità delle tecnologie (la condivisione, il riutilizzo dei dati, ecc...), alterano la motivazione iniziale dei partecipanti, non favoriscono l'apprendimento, oppure il risultato finale rimane inutilizzato se non sostenuto da un appropriato business model.